# Lifan X60
X60 é um automóvel SUV da Lifan.
No ano de 2014, foi o veículo chinês mais vendido no Brasil com 4.586 unidades de janeiro a dezembro, notícia publicada por Jornal do Carro.